# يوسف مأمون الخطيب
يوسف مأمون الخطيب لاعب كرة قدم بحريني يلعب حاليا لصالح نادي الدرجة الأولى البحرين البحريني في مركز حارس مرمى من 2016.